# Alban Lakata
Alban Lakata (né le 25 juin 1979 à Lienz) est un coureur cycliste autrichien. Spécialisé en VTT marathon, il est champion du monde en 2010, 2015 et 2017.

## Palmarès de VTT marathon

### Championnats du monde
- Bad Goisern am Hallstättersee 2004
  - 8e
- Graz 2009
  -  Médaillé d'argent
- Saint-Wendel 2010
  -  Champion du monde
- Montebelluna 2011
  - 6e
- Kirchberg in Tirol 2013
  -  Médaillé d'argent
- Pietermaritzburg 2014
  -  Médaillé d'argent
- Val Gardena 2015
  -  Champion du monde
- Laissac 2016
  -  Médaillé d'argent
- Singen 2017
  -  Champion du monde

### Championnats d'Europe
- 2004
  -  Médaillé de bronze du VTT marathon
- 2008
  -  Champion d'Europe de VTT marathon
- 2012
  -  Médaillé de bronze du VTT marathon
- 2013
  -  Champion d'Europe de VTT marathon
- 2017
  -  Médaillé d'argent du VTT marathon

### Championnats nationaux
- Champion d'Autriche de VTT marathon en 2008, 2009, 2010, 2011, 2015, 2020 et 2021

### Autres victoires
- 2006
  - Manche de coupe du monde de Mont-Saint-Anne
- 2010
  - Roc d'Azur